# Georg Feierabend
Georg Feierabend (auch Georg Feyerabend; * um 1440 in Schwäbisch Gmünd; † 1498 in Donauwörth) war zwischen 1475 und 1498 Vikar und Stadtpfarrer in Donauwörth. Er führte in den Jahren 1475 bis 1483 einen der langwierigsten und durch den vollständigen Erhalt der durch Abschrift, Übersetzung und Register ausgezeichnet erschlossenen Gerichtsakten am besten dokumentierten Prozesse des Spätmittelalters.

## Herkunft
Georg Feierabend stammte aus einer Schwäbisch Gmünder Bürgerfamilie.
Sein Vater ist der in den Jahren 1452 und 1455 als Stettmeister (Finanzbürgermeister) in Gmünd belegte Ludwig Feierabend. Georg ist 1458 in Erfurt als Student nachgewiesen. 1464 ist er als Augsburger Kleriker Zeuge in einem Passauer Prozess. 1488 wurde er als Pfarrer in Donauwörth in Ingolstadt immatrikuliert.

## Die Steinhäuser Studentenstiftung
Feierabend war bis zu seinem 16. Lebensjahr Stipendiat der Steinhäuser Studentenstiftung.
Diese war im Jahre 1412 vom Chorherren zu Ansbach, Friedrich im Steinhaus, gegründet worden. Der Stifter hatte bestimmt, dass an einer Universität jährlich ein Student des Kirchenrechts und einer der „sieben freien Künste“ (also der Wissenschaft), der aber nach Erreichen seines Magisters ebenfalls Kirchenrecht zu studieren hatte, gefördert werden sollten. Die Auswahl der Stipendiaten sollte durch den Stadtrat von Gmünd erfolgen.
Die geförderten Studenten waren verpflichtet, auf Lebenszeit täglich drei Paternoster, drei Ave Maria und noch eine Anzahl anderer Gebete zu sprechen.
Der Rat, dem die Stiftungsbedingungen als zu wenig flexibel erschienen, und der eine allgemeine Studienstiftung für Bürgersöhne wünschte, hatte den Zins unter mehreren Studenten aller Fächer verteilt, was 1467 auch von den Verwandten des Stifters anerkannt wurde.
Feierabend wurden vom Rat der Stadt wegen angeblicher Undankbarkeit und mangelnder Eignung für das Studium die Fördergelder gestrichen.

## Der Steinhäuser-Prozess

### Verlauf
Feierabend wandte sich daraufhin im Jahre 1475 an Papst Sixtus IV. und beschuldigte in einer Eingabe den Bürgermeister und den Rat von Schwäbisch Gmünd, entgegen dem letzten Willen des Stifters die Gelder auf mehr als zwei Studenten zu verteilen und zudem einen Teil des Ertrages der Studentenstiftung für eigene Zwecke zu verwenden.
Der Prozess ging über zwei Instanzen und dauerte vom 30. März 1476 bis zum 15. Januar 1483. Der Papst bestimmte in der ersten Instanz den Bischof Johannes von Augsburg zum Richter in dieser Angelegenheit, welcher das Richteramt wiederum an seinen Generalvikar Johannes Gossolt übergab. In ihrer Erwiderung rechtfertigten die Beklagten ihr Vorgehen damit, dass sie bereits zu Lebzeiten des Stifters mit dessen Zustimmung mehr als zwei Studenten jährlich unterstützt hätten, bestritten aber die Verwendung von Stiftungsgeldern für eigene Zwecke.
In der Beweisaufnahme wurden Briefe des Stifters sowie die niedergeschriebenen Aussagen der vom Kläger und den Beklagten benannten Zeugen verlesen.
In der am 15. März 1479 erfolgten Urteilsverkündung erklärte Gossolt die Klage erstinstanzlich als unbegründet. Bürgermeister und Stadtrat wurden freigesprochen und Feierabend zur Bezahlung der Prozesskosten verurteilt.
Feierabend legte gegen das Urteil beim Papst Berufung ein. In der zweiten Instanz bestellte dieser den Augsburger Domherren Peter Büchler zu Richter. Nachdem beide Parteien ihre Anträge beziehungsweise Begründungen wiederholt hatten, wurden die benannten Zeugen vernommen. Im am 15. Januar 1483 verkündeten Urteil wurde das erstinstanzliche Urteil bestätigt und Feierabend zur Bezahlung aller Prozesskosten verurteilt.
Dennoch erklärten sich Bürgermeister und Stadtrat durch ihren Anwalt bereit, keinen Ersatz der ihnen entstandenen Prozesskosten zu verlangen, und verzichteten förmlich auf die Herleitung sonstiger Ansprüche aus den Gerichtsakten.

### Bedeutung
Das umfangreiche Schriftgut der zwei Prozesse bildet eine noch nicht ausgeschöpfte Quelle zur Bildungsgeschichte des 15. Jahrhunderts. Die beiden Bände der in lateinischer Sprache gehaltenen Gerichtsakten befinden sich heute im Stadtarchiv Gmünd, eine Abschrift der deutschen Übersetzung des Verhandlungsprotokolls der ersten Instanz im Dokumentenbuch der Steinhäuser-Stiftung. Die Steinhäuser-Stiftung entwickelte sich später zu einer der reichsten Gmünder Stiftungen, ist aber nach dem Zweiten Weltkrieg erloschen.

## Wirken als Pfarrer
Trotz des Entzugs des Stipendiums wurde Feierabend nach Abschluss seines Studiums zum „Verweser und Inhaber des St.-Katharinen-Altars“ in der Pfarrkirche des Klosters zum Heiligen Kreuz Donauwörth bestellt, ohne Mönch des Klosters zu sein, und war dort bis zu seinem Tode im Jahre 1498 als ständiger Vikar beziehungsweise Stadtpfarrer tätig. Sein Nachfolger als Stadtpfarrer zu Donauwörth wurde Gabriel Wolfartzhausen.
Um 1493 überbrachte er dem Konstanzer Bischof ein Geschenk der Nonnen von Kloster Sirnau bei Esslingen.